# Серпень 2007
Серпень 2007 — восьмий місяць 2007 року, що розпочався у середу 1 серпня та закінчився у п'ятницю 31 серпня.

## Події
- 6 серпня — відбулись постріли на кордоні між Північною та Південною Кореями.
- 21 серпня — відбулося відкриття Міжнародного авіаційно-космічного салону «МАКС-2007», виставка проходить у восьмий раз.
- 27 серпня — опублікована відозва української інтелігенції з приводу спорудження пам'ятників російській цариці Катерині.
- 31 серпня — У Суперкубку УЄФА італійський «Мілан» переміг іспанську «Севілью».